# Eduardo Verástegui
Eduardo Verástegui született: Jose Eduardo Verastegui Cordoba (Ciudad Mante, Tamaulipas, Mexikó, 1974. május 21. –) mexikói színész, énekes, modell.

## Élete
Ciudad Manteban, Tamaulipasban, Mexikóban született, római katolikusnak nevelték. Majd szülei tiltása ellenére, tizennyolc éves korában Mexikóvárosba költözött, ahol először bárpultosként dolgozott egy discoban, majd modellkedni kezdett, többek között a Calvin Kleinnak. Nem sokkal később, 1994-ben már a mexikói popzenekarban, a Kairo-ban énekelt, amely zenekar az Acapulco szépében is szerepelt. Első telenovella szerepét, 1997-ben kapta a Televisa Mi querida Isabel című sorozatában.
2001-ben Miamiba költözött és lemezszerződést írt alá a Universal Music-kal. Ugyanebben az évben szerepelt Jennifer Lopez Ain't It Funny című dalához készült videóklipben, amelyben egy cigányt alakított. Két évvel később, 2003-ban kiválasztották a Nő a köbön latin komédia főszerepére Jaci Velasquez, Sofia Vergara és Roselyn Sánchez mellett. A film 12 000 000 dollár bevételt hozott világszerte. A spanyol People en Español magazin beválogatta az 50 legszebb ember közé. A Nő a köbön forgatása előtt beszédtanárhoz járt, annak érdekében, hogy fejlessze angol kiejtését. 2005-ben Jennifer Lopez parfümjének, a Live Jennifer Lopeznek reklámjában szerepelt. 2006-ban a torontói filmfesztiválon közönségdíjas lett.

## Filmográfia

### Filmek
| Év   | Cím                   | Eredeti cím            | Szerep                   | Magyar hang  |
| ---- | --------------------- | ---------------------- | ------------------------ | ------------ |
| 2003 | Nő a köbön            | Chasing Papi           | Tomas Fuentes            | Tarján Péter |
| 2005 |                       | Meet Me in Miami       | Eduardo                  |              |
| 2006 | Bella                 | Bella                  | José                     | Varga Gábor  |
| 2006 |                       | Heridas de amor        |                          |              |
| 2009 |                       | The Butterfly Circus   | Mendéz                   |              |
| 2010 |                       | Kingdom Come           | Peter                    |              |
| 2012 |                       | Cristiada              | Anacleto Gonzales Flores |              |
| 2014 |                       | Son of God             | Jézus (spanyol hang)     |              |
| 2015 | Little Boy            | Little Boy             | Crispin atya             | Zöld Csaba   |
| 2015 | A pláza ásza Vegasban | Paul Blart: Mall Cop 2 | Eduardo Furtillo         | Nagy Ervin   |

### Televíziós sorozatok
| Év        | Cím                             | Eredeti cím          | Szerep                                                   | Magyar hang     |
| --------- | ------------------------------- | -------------------- | -------------------------------------------------------- | --------------- |
| 1997      |                                 | Mi querida Isabel    |                                                          |                 |
| 1998      |                                 | Una Luz en el Camino | Daniel                                                   |                 |
| 1998-1999 | Soñadoras – Szerelmes álmodozók | Soñadoras            | Manuel                                                   | Papp Dániel     |
| 1999      | Acapulco szépe                  | Alma Rebelde         | Emiliano Hernandez, Mauro Expósito                       | Selmeczi Roland |
| 1999-2000 |                                 | Tres Mujeres         | Dr. Ramiro Belmont                                       |                 |
| 2001      | Salomé                          | Salomé               | Eduardo Vendégszereplő az első évad 1. epizódjában       |                 |
| 2003      | CSI: Miami helyszínelők         | CSI: Miami           | Jarod Parker Vendégszereplő az első évad 14. epizódjában | Dolmány Attila  |
| 2004      | Bűbájos boszorkák               | Charmed              | David Vendégszereplő a 6. évad 12. epizódjában           | Epres Attila    |